# خوسيه كاراسكو (سياسي)
خوسيه كاراسكو هو محامي وسياسي بيروفي، ولد في 1944 في Sullana province ‏ في بيرو، وتوفي في 18 يناير 2015 بسبب سرطان الرئة. نشط حزبياً في التحالف الثوري الشعبي الأمريكي. وقد انتخب عضو مجلس الشيوخ البيروفي ‏.